# Parc Willy Brandt
Le parc Willy Brandt (en suédois : Willy Brandts park) est un parc public situé dans le quartier d'Hammarbyhöjden à Stockholm en Suède. 

## Description
Le parc Willy Brandt est situé à l'intersection de Finn Malmgrens väg et Ulricehamnsvägen, en face de l'entrée est de la station de métro Hammarbyhöjden. 
Le parc a été nommé en 1997 en l'honneur du social-démocrate allemand Willy Brandt, chancelier de l'Allemagne de l'Ouest de 1969 à 1974, qui a vécu au 23 Finn Malmgrens väg dans les années 1940 pendant son exil de l'Allemagne nazie,.
Le parc dispose d'espaces de repos, en partie sur une pergola avec des plantes grimpantes et des plantes vivaces, et en partie un espace de repos plus ouvert sur des rochers, entouré de plantes vivaces et d'arbres à fleurs.

## Statue de Willy Brandt
Une sculpture du sculpteur allemand Rainer Fetting représentant Willy Brandt a été érigée dans le parc en collaboration avec le Conseil des arts de Stockholm. La sculpture est un don du Parti social-démocrate de Suède et a été dévoilée le 14 juin 2007 par la conseillère culturelle citoyenne Madeleine Sjöstedt et l'ancien Premier ministre Ingvar Carlsson.
Il s'agit d'une copie plus petite d'une sculpture en bronze de 3,40 mètres de haut située dans la Willy-Brandt-Haus (sv), le siège du Parti social-démocrate d'Allemagne à Berlin, réalisée par le même sculpteur.

## Galerie

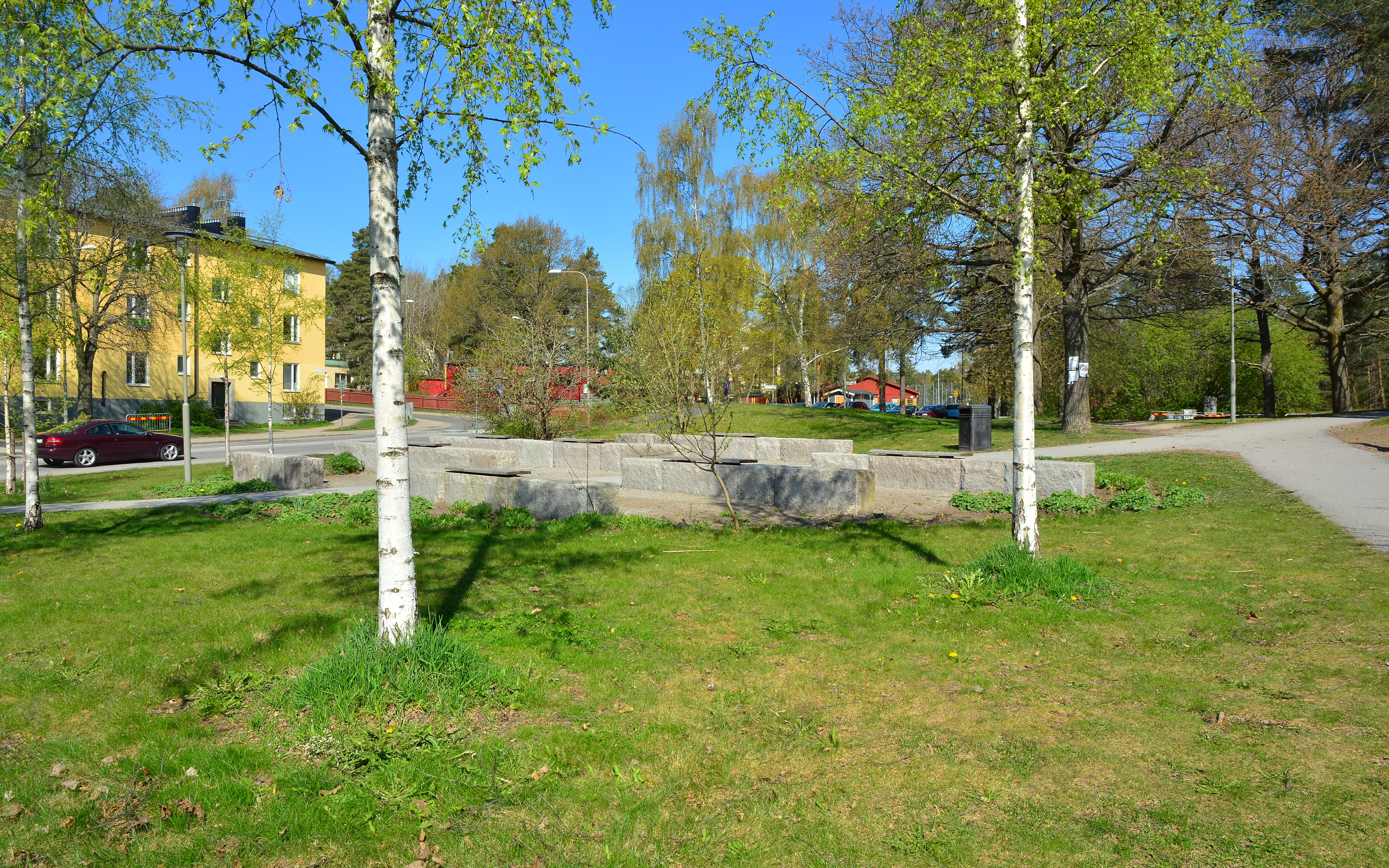
Parc Willy Brandt.
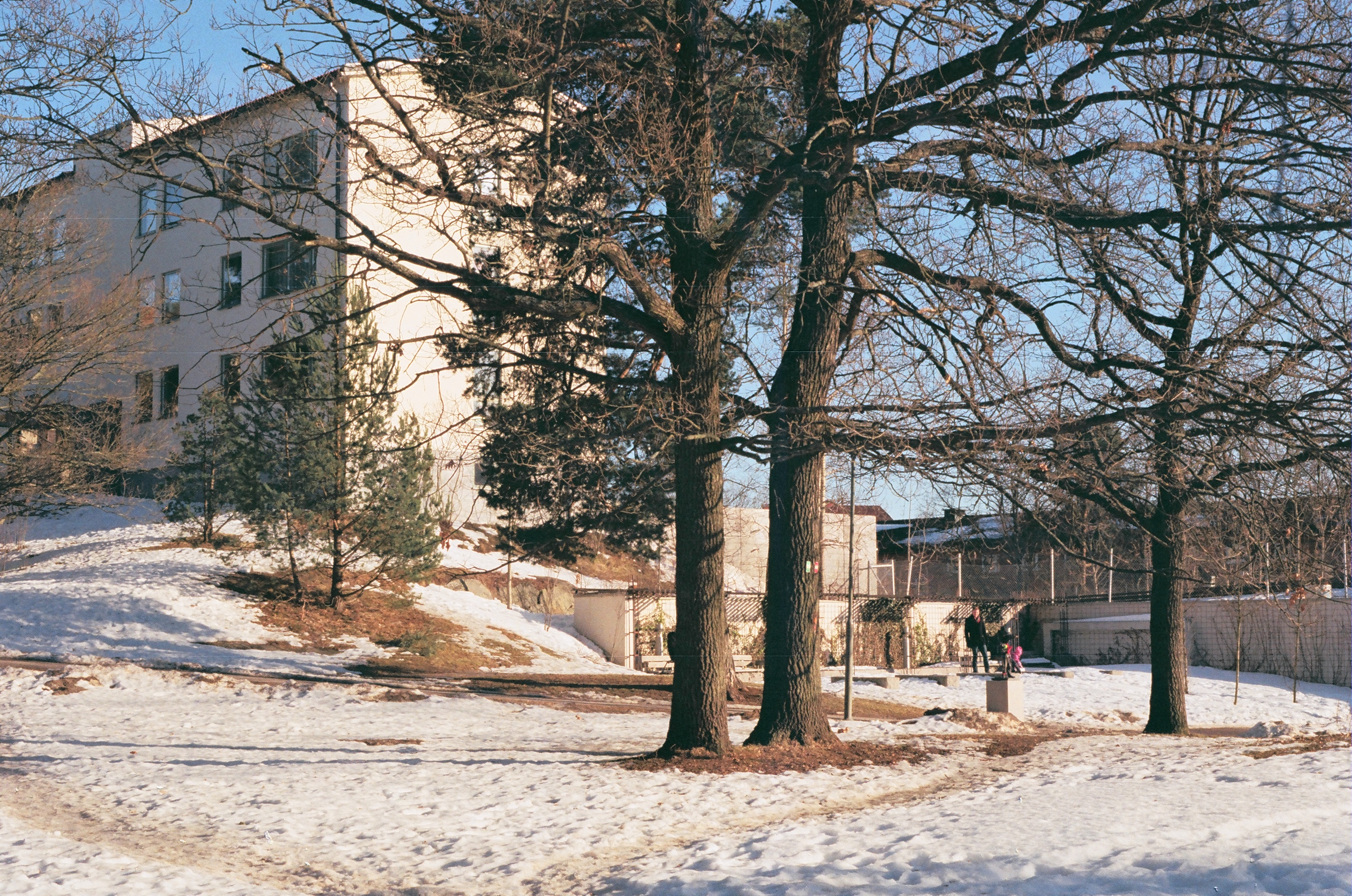
Vue vers le sud-est.
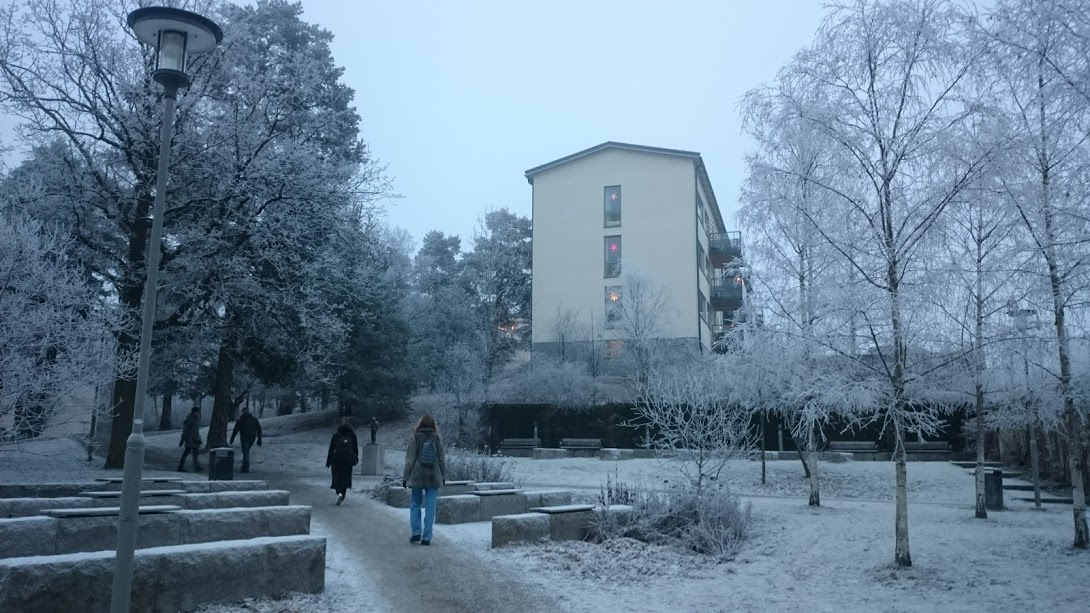
Le parc en janvier 2018.